# Frances Kirwan
Pour les articles homonymes, voir Kirwan.
Dame Frances Clare Kirwan est une mathématicienne britannique née en 1959, professeure de mathématiques à l'université d'Oxford. Ses champs de spécialisation sont la géométrie algébrique et la géométrie symplectique,.

## Formation
Frances Kirwan a effectué ses études à la Oxford High School, et a étudié les mathématiques de premier cycle au Clare College de l'université de Cambridge. Elle a obtenu son doctorat à Oxford en 1984, avec une thèse intitulée The Cohomology of Quotients in Symplectic and Algebraic Geometry, supervisée par Michael Atiyah.

## Recherche
Les recherches de Kirwan portent sur les espaces de modules en géométrie algébrique, la théorie géométrique des invariants (GIT) et le lien entre la GIT et l'application moment en géométrie symplectique. Ses travaux visent à comprendre la structure des objets géométriques en s'intéressant à leurs propriétés algébriques et topologiques. Elle a introduit l'application de Kirwan.
De 1983 à 1985 elle est membre junior associée à Harvard. De 1983 à 1986 elle est membre du Magdalen College à Oxford, comme elle le sera plus tard du Balliol College. Elle est membre honoraire du Clare College de Cambridge.
En 1996, elle est nommée professeure de mathématiques. De 2004 à 2006, elle est la présidente de la London Mathematical Society, la deuxième plus jeune à ce poste dans l'histoire de cette institution. En 2005, elle bénéficie d'une bourse de recherche EPSRC Senior de cinq ans, pour financer ses recherches sur les espaces de modules de courbes algébriques complexes.

## Prix et distinctions
- 1989 Prix Whitehead[11]
- 2001 Fellow de la Royal Society[12]
- Présidente de la London Mathematical Society, 2003-2005
- Bourse de recherche EPSRC (en) Senior 2005-2010, pour ses travaux en géométrie algébrique[13]
- Fellow de l'American Mathematical Society, 2012[14]
- Prix Senior Whitehead , 2013[11]
- Ordre de l'Empire britannique pour ses services en mathématiques, 2014 [15]
- Membre de l'Academia Europaea[7]
- Présidente du United Kingdom Mathematics Trust
- 2021 Médaille Sylvester

En 1994, elle est conférencière invitée au congrès international des mathématiciens de Zurich , de même qu'en 2002 à Pékin, en conférence plénière sur le thème Cohomology of Moduli Spaces.

## Publications
- Cohomology of Quotients in Symplectic and Algebraic Geometry, vol. 31, Princeton University Press, 1984, 210 p. (ISBN 978-0-691-08370-4, lire en ligne)
- An Introduction to Intersection Homology Theory, Longman Scientific and Technical, 1988[16] avec Jonathan Woolf ; deuxième édition, CRC Press, 2006, 248 p. (ISBN 978-1-58488-184-1, lire en ligne)
- Complex Algebraic Curves, Cambridge University Press, coll. « London Mathematical Society Student Texts », 1992, 264 p. (ISBN 978-0-521-42353-3, lire en ligne)
- (en) D. Mumford, J. Fogarty et F. Kirwan, Geometric invariant theory, Springer (no 34), 1994, 3e éd. (1re éd. 1965), 292 p. (ISBN 978-3-540-56963-3, lire en ligne)